# Episodi di Super T - Una schiappa alla riscossa (seconda stagione)
La seconda stagione di Super T - Una schiappa alla riscossa è andata in onda in America Latina dal 24 agosto al 28 settembre 2011.
In Italia è stata trasmessa su Boing dal 23 novembre al 28 dicembre 2015.
| nº | Titolo originale           | Titolo italiano                 | Prima TV America Latina | Prima TV Italia  |
| -- | -------------------------- | ------------------------------- | ----------------------- | ---------------- |
| 1  | Mora, la fruta malvada     |                                 | 24 agosto 2011          | 23 novembre 2015 |
| 2  | El fruto del bosque        |                                 | 25 agosto 2011          | 24 novembre 2015 |
| 3  | El poder de mi voz         | Il potere della mia voce        | 26 agosto 2011          | 25 novembre 2015 |
| 4  | Súper T. Estrella de TV    |                                 | 29 agosto 2011          | 26 novembre 2015 |
| 5  | Detector de mentiras       |                                 | 30 agosto 2011          | 27 novembre 2015 |
| 6  | Mi dentista es un pasayo   |                                 | 31 agosto 2011          | 30 novembre 2015 |
| 7  | Rescatando al enemigo      |                                 | 1º settembre 2011       | 1º dicembre 2015 |
| 8  | Felix en casa              | Felix viene a stare da noi      | 2 settembre 2011        | 2 dicembre 2015  |
| 9  | Mini Torpe                 |                                 | 5 settembre 2011        | 3 dicembre 2015  |
| 10 | Una salida de terror       | la serata horror                | 6 settembre 2011        | 4 dicembre 2015  |
| 11 | Cantando bajo la ducha     | Bagnata e intonata              | 7 settembre 2011        | 7 dicembre 2015  |
| 12 | El papá oriental...        | Visita a sorpresa               | 8 settembre 2011        | 8 dicembre 2015  |
| 13 | La villana de negro...     |                                 | 9 settembre 2011        | 9 dicembre 2015  |
| 14 | Poli y la fábrica de hielo |                                 | 12 settembre 2011       | 10 dicembre 2015 |
| 15 | De Parìs Con Amor          |                                 | 13 settembre 2011       | 11 dicembre 2015 |
| 16 | Oìdos sordos               |                                 | 14 settembre 2011       | 14 dicembre 2015 |
| 17 | S.O.S Cipola               |                                 | 15 settembre 2011       | 15 dicembre 2015 |
| 18 | La cámara bo               | Una strana macchina fotografica | 16 settembre 2011       | 16 dicembre 2015 |
| 19 | Dos Polis = Dos Ernestos   | L'anniversario della scuola     | 19 settembre 2011       | 17 dicembre 2015 |
| 20 | ¿Ayudando a mamá?          |                                 | 20 settembre 2011       | 18 dicembre 2015 |
| 21 | Nachos peligrosos          |                                 | 21 settembre 2011       | 21 dicembre 2015 |
| 22 | Poligoma                   |                                 | 22 settembre 2011       | 22 dicembre 2015 |
| 23 | La profe de canto          |                                 | 23 settembre 2011       | 23 dicembre 2015 |
| 24 | Besos cruzados             |                                 | 26 settembre 2011       | 24 dicembre 2015 |
| 25 | La gran revelación         | L'ora della rivelazione         | 27 settembre 2011       | 25 dicembre 2015 |
| 26 | Poli, toda una heroína     | Poli, la vera eroina            | 28 settembre 2011       | 28 dicembre 2015 |